# Бен Бентил
Бенџамин Бентил (енгл. Benjamin Bentil; Секонди Такоради, 29. март 1995) гански је кошаркаш. Игра на позицији крилног центра a тренутно наступа за Асвел.

## Каријера
Након студија на универзитету Провиденс, Бентил је одабран на НБА драфту 2016. као 51. пик од стране Бостон селтикса. Потписао је уговор са Бостоном 27. јула 2016, али је отпуштен 21. октобра након што је наступио на три утакмице у предсезони. Сезону 2016/17. је почео у екипи Форт Вејн мед антса из НБА развојне лиге, али је након само једне утакмице прешао у кинески Синђан. У јануару 2017. се вратио у Форт Вејн, да би 26. фебруара 2017. потписао десетодневни уговор са Далас мавериксима. Три дана касније је дебитовао за Далас, па је тако постао први играч који је рођен у Гани а да је заиграо у НБА лиги. Наступио је на још две утакмице за Далас, након чега је по истеку десетодневног уговора напустио клуб и вратио се у Форт Вејн.
У августу 2017. је потписао за француског прволигаша Шалон-Ремс. У фебруару наредне године је прешао у Билбао са којим је потписао уговор до краја 2017/18. сезоне. У сезони 2018/19. је наступао за Перистери. Затим је провео две сезоне у Панатинаикосу са којим је два пута био првак Грчке и једном освајач Купа. У јулу 2021. је потписао за турског прволигаша  Бахчешехир. Крајем новембра исте године је напустио Бахчешехир и потписао за Олимпију из Милана. У клубу из Милана је провео остатак 2021/22. сезоне и учествовао је у освајању титуле првака Италије као и националног Купа. У јулу 2022. је потписао уговор са Црвеном звездом. Са Црвеном звездом је у сезони 2022/23. освојио Куп Радивоја Кораћа и првенство Србије док је у финалу Јадранске лиге поражен од Партизана.

## Успеси

### Клупски
- Панатинаикос:
  - Првенство Грчке (2): 2019/20, 2020/21.
  - Куп Грчке (1): 2021.

- Олимпија Милано:
  - Првенство Италије (1): 2021/22.
  - Куп Италије (1): 2022.

- Црвена звезда:
  - Првенство Србије (1): 2022/23.
  - Куп Радивоја Кораћа (1): 2023.